# Aplogompha
Aplogompha is een geslacht van vlinders van de familie spanners (Geometridae), uit de onderfamilie Ennominae.

## Soorten
- A. angusta Dyar, 1915
- A. argentilinea Schaus, 1911
- A. aurifera Thierry-Mieg, 1904
- A. costimaculata Warren, 1900
- A. chotaria Schaus, 1898
- A. frena Dognin, 1899
- A. joevinaria Schaus, 1923
- A. laeta Warren, 1905
- A. lafayi Dognin, 1889
- A. noctilaria Schaus, 1901
- A. opulenta Thierry-Mieg, 1892
- A. riofrio Dognin, 1889
- A. saumayaria Schaus, 1923
- A. yerna Dognin, 1899